# یرباس بوئناس
یرباس بوئناس (به اسپانیایی: Yerbas Buenas) یک شهرستان در شیلی است که در استان لینارس واقع شده‌است. یرباس بوئناس ۲۶۲٫۱ کیلومتر مربع مساحت و ۱۶٬۷۳۸ نفر جمعیت دارد و ۱۳۶ متر بالاتر از سطح دریا واقع شده‌است.